# Syngonium triphyllum
Syngonium triphyllum là một loài thực vật có hoa trong họ Ráy (Araceae). Loài này được Birdsey ex Croat miêu tả khoa học đầu tiên năm 1981 publ. 1982.